# Bibimys chacoensis
Bibimys chacoensis је врста глодара из породице хрчкова (лат. Cricetidae). 

## Распрострањење
Врста је присутна у следећим државама: Аргентина и Парагвај.

## Станиште
Станишта врсте су травна вегетација и џунгла. 

## Угроженост
Ова врста је наведена као последња брига, јер има широко распрострањење и честа је врста.